# Nietuszyna
Nietuszyna [pronunciación en polaco: /ɲetuˈʂɨna/] es un pueblo ubicado en el distrito administrativo de Gmina Ostrówek, dentro del condado de Wieluń, Voivodato de Łódź, en el centro de Polonia. Se encuentra a unos 4 kilómetros al suroeste de Ostrówek, a 11 kilómetros al norte de Wieluń, y a 80 kilómetros al suroeste de la capital regional Łódź .
El pueblo tiene una población de 490 habitantes.